# استیو ویلر
استیو ویلر (هلندی: Steve Wijler; ۱۹ سپتامبر ۱۹۹۶) کماندار اهل هلند است.
وی در مسابقات کشوری و بین‌المللی در مجموع برندهٔ ۱ مدال نقره شده‌است.